# Kennan
Kennan is een plaats (village) in de Amerikaanse staat Wisconsin, en valt bestuurlijk gezien onder Price County.

## Demografie
Bij de volkstelling in 2000 werd het aantal inwoners vastgesteld op 171. In 2006 is het aantal inwoners door het United States Census Bureau geschat op 151, een daling van 20 (-11,7%).

## Geografie
Volgens het United States Census Bureau beslaat de plaats een oppervlakte van 5,1 km², geheel bestaande uit land. Kennan ligt op ongeveer 460 m boven zeeniveau.

## Plaatsen in de nabije omgeving
De onderstaande figuur toont nabijgelegen plaatsen in een straal van 24 km rond Kennan.